# أبو طلطل
أبو طلطل قرية من القرى الصغيرة في سوريا ويببلغ عدد سكانها 5000 نسمة، وتبعد عن مدينة الباب 4 كم وتعتبر ملاصقة لمدينة تادف من اتجاه الجنوب ، تتميز هذه القرية بان أغلب سكانها من عائلة واحدة (الحزوري) يتميزون بمستوى عالي من الثقافة وحب العلم، يعمل أغلب اهلها بالزراعة وتربية المواشي وحفر الابار لاستخراج المياه الجوفية (الدحارات والكمريسات).